# تجارب المرحلة 1ب السريرية
تُعد تجارب المرحلة الأولى ب (1b) جزءًا حاسمًا من مراحل التجارب السريرية في عملية تطوير أدوية وعلاجات جديدة، حيث تهدف إلى تقييم سلامة وقابلية تحمل دواء جديد أو نهج علاجي جديد ضمن مجموعة صغيرة من المشاركين. تأتي هذه المرحلة بعد التقييمات الأولية للسلامة التي تُجرى في تجارب المرحلة 1أ السريرية، وقبل تقييمات الفعالية الموجودة في تجارب المرحلة الثانية. إنها مهمة كذلك في تحديد الجرعة أو مجموعة الجرعات الدوائية الأمثل للدواء أو العلاج الجديد، وفي الاستكشاف المبدئي لمدى فاعليته.

## الهدف
الهدف الرئيسي من تجارب المرحلة 1ب هو تحديد ملف سلامة الدواء ونظام الجرعات الأمثل الذي يمكن استخدامه في الدراسات اللاحقة. تكثر هذه التجارب من استكشاف آثار الدواء في المرضى الذين يعانون من الداء المستهدف، مما يوفر نظرة مبكرة على الإمكانيات العلاجية.

## المنهجية
عادة ما يكون المشاركون في تجارب المرحلة 1ب هم الأشخاص الذين يتأثرون بالحالة التي يُقصد علاجها بالدواء. تتضمن هذه المرحلة مراقبة أوثق للمشاركين بحثًا عن الآثار الجانبية وتستخدم عادة تصميم دراسة التصاعد لتحديد الجرعة القصوى المتحملة (MTD). يتم دراسة المعايير الدوائية الحركية (PK) والدوائية الديناميكية (PD) بعناية لفهم كيف يتفاعل الدواء مع الجسم والعكس صحيح.

## الأهمية
تمثل الانتقال من المرحلة 1أ إلى 1ب نقطة تحول في مشهد البحث السريري. تُعلم هذه الخطوة التقدم من التقييمات الأمنية في المتطوعين الأصحاء إلى التقييمات في المرضى. يمكن أن تكشف تجارب المرحلة 1ب عن رؤى مهمة حول نافذة العلاجية للدواء وتمهد الطريق للاختبارات الأكثر شمولية في تجارب المرحلة 2 و 3.

## الختام
تعد تجارب المرحلة 1ب خطوة لا غنى عنها في كثير من الأوقات أثناء رحلة إتاحة خيارات علاجية جديدة للمرضى. إنها تمهد الطريق بين البيانات الأولية للسلامة وتقييمات الفعالية التي ستحدد القيمة السريرية للدواء. وبالتالي، تتطلب توازنًا دقيقًا بين الدقة العلمية والاعتبارات الأخلاقية والحنكة السريرية.